# Alloperla thompsoni
Alloperla thompsoni is een steenvlieg uit de familie groene steenvliegen (Chloroperlidae). De wetenschappelijke naam van de soort is voor het eerst geldig gepubliceerd in 1968 door Nelson & Hanson.